# Coccophagus adustus
Coccophagus adustus är en stekelart som först beskrevs av Annecke och Prinsloo 1976.  Coccophagus adustus ingår i släktet Coccophagus och familjen växtlussteklar. Inga underarter finns listade i Catalogue of Life.